# Karel Nesl
Karel Nesl (nascido em 26 de dezembro de 1930) é um ex-ciclista olímpico tchecoslovaco. Representou sua nação em duas provas do ciclismo de estrada nos Jogos Olímpicos de Verão de 1952.